# Haetosmia vechti
Haetosmia vechti is een vliesvleugelig insect uit de familie Megachilidae. De wetenschappelijke naam van de soort is voor het eerst geldig gepubliceerd in 1974 door Peters.